# ITアウトソーシング
ITアウトソーシングとは、各企業の管理プログラム作りなど、コンピュータやインターネット技術に関連した業務の外部委託（アウトソーシング）のことを指す。略してITO（Information Technology Outsourcing）。各企業の内部管理部門で行われていた総務、人事、経理、給与計算関係のデータ出入力を中心とした業務やコールセンターなどを専門企業に外部委託することを指すビジネス・プロセス・アウトソーシング（略してBPO）に対して使われる場合が多い。

## ITアウトソーシングの概要
ITアウトソーシングを行なう理由は、企業での人材不足、コスト削減などである。なお、ITアウトソーシングはITES (Information Technology Enabled Services）と呼ばれる場合もある。
企業は一国だけでなく、複数の国へアウトソーシングを出すことが珍しくなくなってきている。

## 国内アウトソーシング
同国内へのITアウトソーシングは、子会社、関連会社、専門会社などに委託される。
ただし、国内の受注は同国内の企業が強い、とは必ずしも言い切れない。インドのように、外国の受注を取ることに熱中していたら、IBMなど外国の企業が国内に子会社を作り、気がついたら国内受注トップの座を奪われていた、といった事例もある。

## 海外アウトソーシング
インドは世界最大のアウトソーシング受け入れ国であり、欧米を初め多くの企業がインドにアウトソーシングを行っている。代表的な企業は、タタ・コンサルタンシー・サービシズやウィプロなど。
また、アメリカ同時多発テロ事件を契機に企業が一国にアウトソーシングをする危険性を勘案するようになったこと、インドが人材の問題（高い離職率、人件費の高騰）、為替の変動により、価格優位が弱まっていることがあり、価格面で相対的に魅力的となってきたアルゼンチンやブラジルなどが、新たなアウトソーシング先として注目されている。
東欧ではウクライナやエストニアが人件費が低く開発能力が高いためアウトソーシング事業が盛んである。
日本からは中国、ベトナムなど東南アジア諸国、インドなどへ受注を出している。また、比較的コミュニケーションが取りやすい英語圏へのアウトソーシングという観点では、近年フィリピンへの注目度が高まっている。

## 関連記事
- アウトソーシング
- オフショアリング
- グローバル開発
- オンプレミス
- 情報子会社問題
- 偽装請負
- 協力会社
- 人材派遣
- デスマーチ
- ITサービスマネジメント